# Rovačko Trebaljevo
Rovačko Trebaljevo (cyr. Ровачко Требаљево) – wieś w Czarnogórze, w gminie Kolašin. W 2011 roku liczyła 208 mieszkańców.